# Vrbica (Republika Serbska)
Vrbica (cyr. Врбица) – wieś w Bośni i Hercegowinie, w Republice Serbskiej, w gminie Bileća. W 2013 roku liczyła 10 mieszkańców.